# Neoperla
Neoperla és un gènere d'insectes plecòpters pertanyent a la família dels pèrlids. En els seus estadis immadurs són aquàtics i viuen a l'aigua dolça, mentre que com a adults són terrestres i voladors. Es troba a Amèrica, Àfrica i les regions tropicals i temperades d'Àsia.

## Taxonomia
- Neoperla aeripennis (Enderlein, 1909)
- Neoperla affinis (Zwick, 1983)
- Neoperla agusani (I. Sivec, 1984)
- Neoperla alboguttata (Zwick, 1986)
- Neoperla aliqua (Zwick, 1973)
- Neoperla angulata (Walker, 1852)
- Neoperla angustilobata (Zwick, 1988)
- Neoperla anjiensis (D. Yang & C. Yang, 1998)
- Neoperla apicalis (Enderlein, 1909)
- Neoperla apoana (Banks, 1937)
- Neoperla appolinaris (Navàs, 1924)
- Neoperla asperata (Zwick, 1987)
- Neoperla asperipenis (Zwick, a Zwick i I. Sivec 1980)
- Neoperla atropennis (Banks, 1924)
- Neoperla baishuijiangensis (Du, 2005)
- Neoperla banksi (Illies, 1966)
- Neoperla bicornua (Wu, C.F., 1973)
- Neoperla bicornuta (D. Yang & C. Yang, 1995)
- Neoperla bicoronata (Zwick, 1986)
- Neoperla bilineata (Wu & Claassen, 1934)
- Neoperla bilobata (Zwick, 1986)
- Neoperla binodosa (Wu, 1973)
- Neoperla biprojecta (Du, a Wu & Pan 2001)
- Neoperla biseriata (Zwick & Anbalagan, 2007)
- Neoperla bituberculata (Du, 2000)
- Neoperla bom (Zwick, 1986)
- Neoperla bolivari (Banks, 1941)
- Neoperla boliviensis (Enderlein, 1909)
- Neoperla borneensis (Enderlein, 1909)
- Neoperla brachyura (Navàs, 1918)
- Neoperla breviscrotata (Du, 1999)
- Neoperla caligata (Burmeister, 1839)
- Neoperla cameronis (Zwick, 1987)
- Neoperla camposi (Banks, 1920)
- Neoperla carlsoni (W. P. Stark & Baumann, 1978)
- Neoperla catharae (W. P. Stark & Baumann, 1978)
- Neoperla cavalerieri (Navàs, 1922)
- Neoperla centralis (Banks, 1939)
- Neoperla choctaw (W. P. Stark & Baumann, 1978)
- Neoperla chui (Wu & Claassen, 1934)
- Neoperla clara (Stark & Sivec, 2008)
- Neoperla clymene (Newman, 1839)
- Neoperla collaris (Navàs, 1932)
- Neoperla connectens (Zwick, 1986)
- Neoperla coosa (Angela Smith & Stark, 1998)
- Neoperla coralliata (Uchida, 1990)
- Neoperla coreensis (C. H. Ra, J. S. Kim, Y. W. Kang & S. A. Ham, 1994)
- Neoperla coronata (Zwick, 1987)
- Neoperla costalis (Klapálek, 1913)
- Neoperla costana (Navàs, 1924)
- Neoperla coxi (Stark, 1995)
- Neoperla curvispina (Wu, 1948)
- Neoperla daklak (Stark & Sivec, 2008)
- Neoperla dao (Stark & Sivec, 2008)
- Neoperla darlingi (Stark & Sivec, 2007)
- Neoperla dashahena (Du & Sivec, 2005)
- Neoperla dayak (Zwick, 1986)
- Neoperla dentata (I. Sivec, 1984)
- Neoperla diehli (I. Sivec, a Zwick & I. Sivec 1985)
- Neoperla distincta (Zwick, 1983)
- Neoperla divergens (Zwick, 1986)
- Neoperla dolichocephala (Klapálek, 1909)
- Neoperla dorsispina (Yang, D. & C. Yang, 1996)
- Neoperla duratubulata (Du, 1999)
- Neoperla edmundsi (Stark, 1983)
- Neoperla enderleini (Illies, 1966)
- Neoperla erecta (Stark & Sivec, 2008)
- Neoperla falayah (Stark & D. L. Lentz, 1988)
- Neoperla fallax (Klapálek, 1910)
- Neoperla fanjingshana (D. Yang & C. Yang, 1993)
- Neoperla flavescens (Chu, 1929)
- Neoperla flavicincta (Zwick, a Zwick & I. Sivec 1985)
- Neoperla flexiscrotata (Du, 2000)
- Neoperla flinti (I. Sivec, 1984)
- Neoperla forcipata (D. Yang & C. Yang, 1993)
- Neoperla formosana (Okamoto, 1912)
- Neoperla foveolata (Klapálek, 1921)
- Neoperla freytagi (W. P. Stark & Baumann, 1978)
- Neoperla furcata (Zwick, 1986)
- Neoperla furcifera (Klapálek, 1909)
- Neoperla fuscicosta (Enderlein, 1909)
- Neoperla gallosi (Navàs, 1923)
- Neoperla gaufini (W. P. Stark & Baumann, 1978)
- Neoperla geniculata (Pictet, 1841)
- Neoperla gordonae (Stark, 1983)
- Neoperla grafei (Stark & Sheldon, 2009)
- Neoperla guangxiensis (Du & Sivec, 2004)
- Neoperla guatemalensis (Enderlein, 1909)
- Neoperla hainanensis (D. Yang & C. Yang, 1995)
- Neoperla hamata (Jewett, 1975)
- Neoperla han (Stark, 1987)
- Neoperla harina (Navàs, 1929)
- Neoperla harperi (Zwick, a Zwick & I. Sivec 1980)
- Neoperla harpi (M. R. Ernst & K. W. Stewart, a M. R. Ernst, B. C. Poulton & K. W. Stewart 1986)
- Neoperla harrisi (Stark & D. L. Lentz, 1988)
- Neoperla hatakeyamae (Okamoto, 1912)
- Neoperla hemiphaea (Navàs, 1936)
- Neoperla hermosa (Banks, 1924)
- Neoperla hieroglyphica (Enderlein, 1909)
- Neoperla hoabinhica (Navàs, 1932)
- Neoperla hubbsi (Ricker, 1952)
- Neoperla hubleyi (Stark & Sivec, 2008)
- Neoperla idella (Stark & Sivec, 2008)
- Neoperla ignatiana (Navàs, 1923)
- Neoperla illiesi (Zwick, 1983)
- Neoperla incerta (Klapálek, 1921)
- Neoperla indica (Needham, 1909)
- Neoperla inexspectata (Zwick, 1980)
- Neoperla infuscata (Wu, 1935)
- Neoperla jacobsoni (Klapálek, 1910)
- Neoperla jewetti (I. Sivec, 1984)
- Neoperla kachin (Stark & S. W. Szczytko, 1980)
- Neoperla katmanduana (Harper, 1977)
- Neoperla klapaleki (Banks, 1937)
- Neoperla lacunosa (Navàs, 1926)
- Neoperla lahu (Stark, 1983)
- Neoperla laminulata (Enderlein, 1909)
- Neoperla laotica (Zwick, 1987)
- Neoperla latamaculata (Du, 2005)
- Neoperla laticeps (Enderlein, 1909)
- Neoperla lebangina (Navàs, 1929)
- Neoperla leigongshana (Du & Wang, 2007)
- Neoperla leptacantha (Stark & Sivec, 2008)
- Neoperla leptophallus (Zwick, 1987)
- Neoperla lieftincki (Zwick, 1983)
- Neoperla lii (Du, 1999)
- Neoperla limbatella (Navàs, 1933)
- Neoperla longinqua (Navàs, 1911)
- Neoperla longispina (Wu, 1937)
- Neoperla longwangshana (D. Yang & C. Yang, 1998)
- Neoperla lui (Du & Sivec, 2004)
- Neoperla lushana (Wu, 1935)
- Neoperla luteola (Burmeister, 1839)
- Neoperla magisterchoui (Du, 2000)
- Neoperla mainensis (Banks, 1948)
- Neoperla malleus (Zwick, 1987)
- Neoperla maolanensis (D. Yang & J. Yang, 1993)
- Neoperla melanocephala (Navàs, 1931)
- Neoperla melzeri (Navàs, 1932)
- Neoperla microtumida (Wu & Claassen, 1934)
- Neoperla minor (Chu, 1929)
- Neoperla minutissima (Enderlein, 1909)
- Neoperla mnong (Stark, 1987)
- Neoperla moesta (Banks, 1939)
- Neoperla monacha (Stark & Sivec, 2008)
- Neoperla montivaga (Zwick, 1977)
- Neoperla multidentata (Wu, 1962)
- Neoperla multilobata (Zwick, 1986)
- Neoperla multispinosa (Stark & Sivec, 2008)
- Neoperla naviculata (Klapálek, 1909)
  - Neoperla naviculata crux (Zwick, 1986)
  - Neoperla naviculata naviculata (Klapálek, 1909)
- Neoperla nebulosa (Stark & Sivec, 2008)
- Neoperla nigra (I. Sivec, 1984)
- Neoperla nigroflavata (Wu, 1948)
- Neoperla niponnensis (McLachlan, 1875)
- Neoperla nishidai (I. Sivec, 1984)
- Neoperla nitida (Kimmins, 1950)
- Neoperla nova (Zwick, 1987)
- Neoperla obliqua (Banks, 1913)
- Neoperla obscura (Zwick, 1981)
- Neoperla obscurofulva (Wu, 1962)
- Neoperla occipitalis (Pictet, 1841)
- Neoperla ochracea (Zwick, 1981)
- Neoperla oculata (Banks, 1924)
- Neoperla ohausiana (Enderlein, 1909)
- Neoperla osage (Stark & D. L. Lentz, 1988)
- Neoperla pallescens (Banks, 1937)
- Neoperla pallicornis (Banks, 1937)
- Neoperla parva (Banks, 1939)
- Neoperla paucispinosa (Zwick, 1986)
- Neoperla perspicillata (Zwick, a Zwick & I. Sivec 1980)
- Neoperla peterzwicki (Stark & Sivec, 2008)
- Neoperla philippina (I. Sivec, 1984)
- Neoperla pilosella (Klapálek, 1905)
- Neoperla pistacina (Enderlein, 1909)
- Neoperla pluvia (Uchida, 1990)
- Neoperla posticata (Banks, 1913)
- Neoperla primitiva (Geijskes, 1952)
  - Neoperla primitiva inutilis (Zwick, 1973)
  - Neoperla primitiva primitiva (Geijskes, 1952)
- Neoperla profunda (Navàs, 1921)
- Neoperla propinqua (Zwick, 1983)
- Neoperla pseudorecta (I. Sivec, 1984)
- Neoperla punan (Zwick, 1986)
- Neoperla qinglingensis (Du, 2005)
- Neoperla qingyuanensis (D. Yang & C. Yang, 1995)
- Neoperla quadrata (Wu & Claassen, 1934)
- Neoperla ramosa (Navàs, 1919)
- Neoperla recta (Banks, 1913)
- Neoperla reedi (Navàs, 1919)
- Neoperla remota (Banks, 1920)
- Neoperla reticulata (Zwick, 1986)
- Neoperla rigidipenis (Zwick, 1983)
- Neoperla robisoni (B. C. Poulton & K. W. Stewart, a M. R. Ernst, B. C. Poulton & K. W. Stewart, 1986)
- Neoperla rotunda (Wu, 1948)
- Neoperla rougemonti (Zwick, 1986)
- Neoperla sabah (Zwick, 1986)
- Neoperla saraburi (Zwick, 1987)
- Neoperla sarawak (Zwick, 1986)
- Neoperla sauteri (Klapálek, 1912)
- Neoperla schlitz (Stark & Sivec, 2008)
- Neoperla schmidi (Aubert, 1959)
- Neoperla schmidiana (Zwick, 1981)
- Neoperla securifera (Zwick, 1986)
- Neoperla separanda (Zwick, 1983)
- Neoperla seriespinosa (Zwick, 1986)
- Neoperla serrata (Zwick, 1987)
- Neoperla signatalis (Banks, 1937)
- Neoperla silvaeae (Zwick, 1986)
- Neoperla simplicior (Navàs, 1932)
- Neoperla sinensis (Chu, 1928)
- Neoperla sinuata (Stark & Sivec, 2008)
- Neoperla sitahoanensis (Sivec, a Zwick & I. Sivec 1985)
- Neoperla siveci (Zwick, a Zwick & I. Sivec 1980)
- Neoperla song (Stark & Sivec, 2008)
- Neoperla spinaloba (Stark & Sivec, 2008)
- Neoperla spinosa (Zwick, 1986)
- Neoperla spio (Newman, 1839)
- Neoperla starki (Zwick, 1986)
- Neoperla stewarti (W. P. Stark & Baumann, 1978)
- Neoperla stueberae (Zwick, 1983)
- Neoperla sumatrana (Klapálek, 1909)
- Neoperla sungi (Cao & Bae, 2007)
- Neoperla taibaina (Du, 2005)
- Neoperla taihorinensis (Klapálek, 1913)
- Neoperla taiwanica (I. Sivec & Zwick, 1987)
- Neoperla tamdao (Cao & Bae, 2007)
- Neoperla tenuispina (Klapálek, 1932)
- Neoperla teresa (Stark & Sivec, 2008)
- Neoperla tetrapoda (Zwick, 1986)
- Neoperla thai (Stark, 1983)
- Neoperla theobromae (Zwick, 1986)
- Neoperla tingwushanensis (Wu, 1935)
- Neoperla tortipenis (Zwick, a Zwick & I. Sivec 1980)
- Neoperla transversprojecta (Du & Sivec, 2004)
- Neoperla triangulata (Kawai, 1975)
- Neoperla trilobata (Wu, 1935)
- Neoperla trinervis (Navàs, 1934)
- Neoperla truncata (Wu, 1948)
- Neoperla tuberculata (Wu, 1937)
- Neoperla unicolor (Zwick, 1986)
- Neoperla uniformis (Banks, 1937)
- Neoperla uruguayana (Navàs, 1923)
- Neoperla ussurica (Sivec & Zhiltzova, 1996)
- Neoperla vallis (Uchida, 1990)
- Neoperla variegata (Klapálek, 1909)
- Neoperla venosa (Kimmins, 1950)
- Neoperla verna (Uchida, 1990)
- Neoperla vesperi (Zwick, 1983)
- Neoperla viscayana (Banks, 1920)
- Neoperla wagneri (I. Sivec, 1984)
- Neoperla wui (Yang, C. & D. Yang, 1990)
- Neoperla yangae (Du, a Wu & Pan 2001)
- Neoperla yao (Stark, 1987)
- Neoperla yaoshana (Li, Wang & Lu, 2011)
- Neoperla yentu (Cao & Bae, 2007)
- Neoperla zonata (Stark & Sivec, 2008)
- Neoperla zwicki (I. Sivec, 1984)[5][6][7]